# ネブ博士
ネブ博士（ネブはかせ、6月19日 - ）は、セガ『甲虫王者ムシキング』に登場するキャラクターの一人。身長175cm（アニメ版は178cm）。

## 概要
ムシキング研究所の所長であり、ムシキングを開発したエンジニアの一人。このため、ムシキングの事ならば何でも知っており、研究員や全国のムシキングリーダー達の尊敬を集めている。
現在も開発を続ける傍らで、雑誌や大会、イベントなどで子供達にムシキングの素晴らしさを伝え歩いている。
最近はTVアニメ「甲虫王者ムシキング 森の民の伝説」内の「ムシキング教室」のコーナーをブラック博士と共に受け持ったり、プロレスリング・ノアのレスラー、ムシキング・テリーのセコンドとしても活動している。日本武道館で行われたテリーの復帰戦では、子供達にテリーを呼ぶように促すマイクパフォーマンスを行った。
アーケード版などでは一部彼と戦うことの出来るモードも存在する。
ゲーム内のエクストラステージでは、ブラック博士によって開発されたブラックマスク（ムシキング・ジョーカーが被っているものと同形）の力で洗脳された博士の姿を見ることができる。
関連して、2007年10月21日にムシキングミュージアムで行われた「大人限定」の大会にブラックマスクなる人物（前述のマスクに漆黒の上着、白手袋を着用）が姿を現したが、正体がネブ博士であるかどうかは定かではない。

## 性格など
- よく使う虫はグラントシロカブト。学年誌や少年雑誌などにネブ博士バージョンのグラントシロカブトのカードが付録としてついてきた。
- トマトが嫌い。ゲームボーイアドバンス、ニンテンドーDSで発売されたゲーム、「甲虫王者ムシキング ～グレイテストチャンピオンへの道～」の中で、トマトを投げつけられて弱っているシーンがある。
- プロレスリング・ノア社長の三沢光晴と親しく、技の開発などで協力関係にある。また、本当にプロレスが好きらしく、てれびくんの付録DVDで聴かせたムシキング・テリー対ムシキング・ジョーカーの実況は圧巻。

## 正体
ネブ博士を演じるのは、甲虫王者ムシキングの開発元であるセガ ファミリーエンタテインメント研究開発部・ムシキングチームのデザイナー、根布谷朋範である。「ゲームを解説するための博士キャラが欲しい」と提言したところ、「君がやってみれば」との鶴の一声で『ネブ博士』として活動する事になった。この辺りが、昔から関係者が体を張る傾向にあるセガらしい。
また、2005年年末に公開された映画『劇場版 甲虫王者ムシキング ～グレイテストチャンピオンへの道～』にも登場したが、その際の声優は根布谷ではなく内田夕夜が務めている。
なお、根布谷はネブ博士ではなくセガの開発者の一人｢根布谷朋範｣として、2006年にNHKの番組｢プロフェッショナル 仕事の流儀｣に、ムシキングのプロデューサーである植村比呂志と共に取り上げられた。
ムシキングが台湾に進出した際は、J博士というキャラクターが登場した。